# ツール・ド・フランス1999
ツール・ド・フランス1999（フランス語: Tour de France 1999）は、ツール・ド・フランスとしては86回目の大会。1999年7月3日から7月25日まで、全20ステージ、全行程3687kmで行われた。

## みどころ
パンターニは（当時主流であったドーピングであるEPOによると思われる）赤血球の基準値がオーバー、フランスではドーピングは犯罪となるため、過去最大級の山岳戦となるジロに専念し、山岳コースの減少したツールには不出走と宣言。ライバルのウルリッヒ、リースも怪我で欠場と40年振りに歴代優勝者が1人も出場しないツールとなった。　他にも前年のドーピングスキャンダルによるチーム丸ごとの出場拒否や怪我、自己都合などからローラン・ジャラベール、ミケーレ・バルトリ、フランチェスコ・カーザグランデ、オスカル・カーメンツィント等有力選手の多くが出場せず、「もはやツール・ド・ラブニール」とまで揶揄される事態となった。一方、ドーピングスキャンダルの主役とも言えるリシャール・ビランクはすったもんだの末出場が決定した。　同じく移籍の末出場が決まったアレックス・ツェーレ、癌からの復活を果たしたランス・アームストロングの走りに注目が集まる。

## 概要
プロローグではアームストロングが勝利。生命すら危ぶまれていた状態からの復活振りに衝撃が走った。
第1ステージではヤーン・キルシプーが勝利。翌第2ステージで稼いだボーナスタイムでマイヨ・ジョーヌを獲得すると第7ステージまでこの男が守り抜くことになる。
第2ステージで今ツールの行方を決定付けてしまう大事件が発生した。80km地点にある海の中道、パサージュ・ド・ゴワで集団落車が発生、これにより集団が分断され有力選手が集団の前後に割れてしまった。通常前方集団は合流するまでスピードを抑えて後方集団を待つのが暗黙の了解事項であるが、後方集団の追撃体制がいつまでも整わず合流しないためついに攻撃を開始。アームストロングを擁するUSポスタルが中心となって集団を引っ張り、最終的に後方集団に6分以上の差をつけてゴール。一方、後方集団には毎年のように優勝候補に挙げられるアレックス・ツェーレ、前年4位で山岳賞のクリストフ・リネロ、同5位のマイケル・ボーヘルト、ジロの覇者イヴァン・ゴッティ、ロット期待の若手リック・フェルブルッヘらが取り残され、早くも優勝は絶望的となってしまった。
このステージを含めゴール勝負は毎回壮絶なスプリント合戦となるが、トム・ステールスが2勝、マリオ・チッポリーニは4区間連続優勝にツール最高速記録の大記録を達成したのに対し、エリック・ツァベルは落車やペダル故障などの不運にも付きまとわれ勝ち星を挙げられない。
第8ステージの個人タイムトライアルではアームストロングがツェーレを抑えて優勝する一方、第2ステージの集団落車の難を逃れた個人タイムトライアルの世界チャンピオンアブラハム・オラーノはカーブを曲がりそこねフェンスに激突。後発のアームストロングに追い抜かれるという大失態を演じ優勝圏外に脱落して行った。前年総合3位のボビー・ジュリックは下り坂でスピードを出しすぎて転倒、肋骨を折る重傷を負いこのステージで去っていった。
アルプスに入る第9ステージ、ゴッティとエスカルティンの逃げに合流したアームストロングがさらにアタックを仕掛けそのまま単独で逃げ切りゴール。皮肉にも最後まで食い下がったのは最早優勝が絶望的なツェーレだった。前半戦を大いに盛り上げたキルシプーはガリビエ峠入り口で自らバイクを降りリタイア、イタリア国境を越えてゴール地点のセストリエーレに凱旋したところでレースを終了する予定だったチッポリーニはガリビエ峠の下りで落車し頭を打ってリタイアした。
カテゴリー超級の山岳を三つ擁する前半最大の山場である第10ステージはフランス革命記念日の勝利を目指してステファン・ウーロとティエリー・ブルギニヨンが長距離の逃げを敢行するが、最後の登りで有力集団に飲まれてしまう。
このステージではグエリーニがゴール3km手前で奇襲をしかけ、途中観客と激突して転倒しながらも逃げ切り勝ちを果たした。上位陣は殆どタイム差無くゴール。近年山岳レースではいいところなしだったベルギー勢だが、ロットチームのクルト・ファンドワウウェルが一人気を吐き大きく順位を伸ばした。
ピレネー初日、カテゴリー1級の山岳が五つ並ぶ最大の山場第15ステージでは、実力はありながらも区間優勝には恵まれていなかったフェルナンド・エスカルティンが長距離の逃げを実らせてついに区間優勝。総合成績も2位に浮上した。これまで危なげないレース運びをしていたアームストロングは大きく広がったタイム差に初めて危機感を持ち自ら追撃。エスカルティンとのタイム差は縮めたものの終盤力尽き、ゴール前ではツェーレとビランクに置いていかれてしまった。
第16ステージでもエスカルティンが猛攻撃を仕掛けるが、今度はアームストロングががっちりとマークし逃がさない。区間優勝争いの逃げには上位陣は加われず、ゴールは古豪セラーノのアシストを受けたダビド・エチェバリアが攫っていった。
第17ステージ、山岳で好走していたトンコフが義父の死のためツールを撤収してしまった。ゴールのボルドーではステールスが3勝目、ツァベルはまたもや敗れた。
第18ステージではツアー・オブ・ジャパンで勝ち星を挙げた際のIDカードをお守りにしていた巨漢ジャンパオロ・モンディーニが逃げ切り勝ちを果たした。
第19ステージの個人タイムトライアルではアームストロングが再び勝利。ツェーレはわずか9秒差で敗れたが総合成績で2位に浮上した。この種目を苦手とするエスカルティンはアームストロングから4分以上遅れるものの、総合4位にいたライバルのデュフォーも同様の成績だったため3位は死守した。アームストロングを献身的にアシストしていたタイラー・ハミルトンは蓄積した疲労をものともせずに3位に入り能力の高さを見せ付けた。
最終第20ステージではその後スプリント王として名を上げるロビー・マキュアンがツール初勝利して幕を閉じた。ツァベルは4年連続のポイント賞を獲得するものの、またも区間優勝はゼロだった。

## 各区間の優勝者と総合首位者
| 区間   | 日   | 行程                                        | km            | 区間優勝                     | 総合首位                 |
| ------ | ---- | ------------------------------------------- | ------------- | ---------------------------- | ------------------------ |
| Pro.   | 7/3  | ピュイ・デュ・フォー                        | 7 (個人TT)    | ランス・アームストロング     | ランス・アームストロング |
| 1      | 7/4  | モンテギュ - シャラン                       | 208           | ヤーン・キルシプー           | ランス・アームストロング |
| 2      | 7/5  | シャラン - サン＝ナゼール                   | 176           | トム・ステールス             | ヤーン・キルシプー       |
| 3      | 7/6  | ナント - ラヴァル                           | 194.5         | トム・ステールス             | ヤーン・キルシプー       |
| 4      | 7/7  | ラヴァル - ブロワ                           | 194.5         | マリオ・チポリーニ           | ヤーン・キルシプー       |
| 5      | 7/8  | ボネヴァ - アミアン                         | 233.5         | マリオ・チポリーニ           | ヤーン・キルシプー       |
| 6      | 7/9  | アミアン - モブージュ                       | 171.5         | マリオ・チポリーニ           | ヤーン・キルシプー       |
| 7      | 7/10 | アヴェーヌ・シュル・エルプ - ティオンヴィル | 227           | マリオ・チポリーニ           | ヤーン・キルシプー       |
| 8      | 7/11 | メス - メス                                 | 56.5 (個人TT) | ランス・アームストロング     | ランス・アームストロング |
| 休息日 |      |                                             |               |                              |                          |
| 9      | 7/13 | グラン・ボルナン - セストリエーレ           | 213.5         | ランス・アームストロング     | ランス・アームストロング |
| 10     | 7/14 | セストリエール - ラルプ・デュエズ           | 220.5         | ジュゼッペ・グエリーニ       | ランス・アームストロング |
| 11     | 7/15 | ル・ブール・ドワサン - サン＝テティエンヌ   | 198.5         | ルド・ディルクスッセンス     | ランス・アームストロング |
| 12     | 7/16 | サン・ガルミエ - サン・フロール             | 201.5         | ダビド・エチェバリア         | ランス・アームストロング |
| 13     | 7/17 | サン・フロール - アルビ                     | 236.5         | サルヴァトーレ・コメッソ     | ランス・アームストロング |
| 14     | 7/18 | カストル - サン・ゴーダン                   | 199           | ディミトリ・コニシェフ       | ランス・アームストロング |
| 休息日 |      |                                             |               |                              |                          |
| 15     | 7/20 | サン・ゴーダン - ピオー・アンガリ           | 173           | フェルナンド・エスカルティン | ランス・アームストロング |
| 16     | 7/21 | ランヌメザン - ポー                         | 192           | ダビド・エチェバリア         | ランス・アームストロング |
| 17     | 7/22 | ムーレン - ボルドー                         | 200           | トム・ステールス             | ランス・アームストロング |
| 18     | 7/23 | ジョンザック - フテュロスコープ             | 187           | ジャンパオロ・モンディーニ   | ランス・アームストロング |
| 19     | 7/24 | フテュロスコープ - フテュロスコープ         | 57 (個人TT)   | ランス・アームストロング     | ランス・アームストロング |
| 20     | 7/25 | アルパジョン - パリ                         | 143.5         | ロビー・マキュアン           | ランス・アームストロング |

## 成績

### 総合成績
| 順位 | 選手名                             | 国籍           | チーム                 | 時間（時間:分:秒） |
| ---- | ---------------------------------- | -------------- | ---------------------- | ------------------ |
| 1    | ランス・アームストロング           | アメリカ合衆国 | USポスタルサービス     | 91:32:16           |
| 2    | アレックス・ツェーレ               | スイス         | バネスト               | +7:37              |
| 3    | フェルナンド・エスカルティン       | スペイン       | ケルメ                 | +10:26             |
| 4    | ローレン・デュフォー               | スイス         | サエコ                 | +14:43             |
| 5    | アンヘル・カセーロ                 | スペイン       | ヴィタリシオ・セグロス | +15:11             |
| 6    | アブラハム・オラーノ               | スペイン       | オンセ                 | +16:47             |
| 7    | ダニエーレ・ナルデッロ             | イタリア       | マペイ                 | +17:02             |
| 8    | リシャール・ビランク               | フランス       | ポルティ               | +17:28             |
| 9    | ウラディミール・ベッリ             | イタリア       | フェスティナ           | +17:37             |
| 10   | アンドレア・ペロン                 | イタリア       | オンセ                 | +23:10             |
| 11   | クルト・ファンドワウウェル         | ベルギー       |                        | +23:32             |
| 12   | ダヴィド・エトセバルリア           | スペイン       |                        | +26:41             |
| 13   | タイラー・ハミルトン               | アメリカ合衆国 |                        | +26:53             |
| 14   | ステファーヌ・オーロ               | フランス       |                        | +27:58             |
| 15   | ローランド・マイエル               | スイス         |                        | +28:44             |
| 16   | ブノワ・サルモン                   | フランス       |                        | +28:59             |
| 17   | アルベルト・エッリ                 | イタリア       |                        | +33:39             |
| 18   | パオロ・ランフランキ               | イタリア       |                        | +34:14             |
| 19   | カルロスアルベルト・コントレーラス | コロンビア     |                        | +34:53             |
| 20   | ゲオルク・トッシュニッヒ           | オーストリア   |                        | +37:10             |

### ポイント賞
| 順位 | 選手名                   | 国籍           | チーム                 | ポイント |
| ---- | ------------------------ | -------------- | ---------------------- | -------- |
| 1    | エリック・ツァベル       | ドイツ         | ドイチェ・テレコム     | 323      |
| 2    | スチュアート・オグレディ | オーストラリア | クレディ・アグリコール | 275      |
| 3    | クリストフ・カペル       | フランス       | ビッグ・マトーベル 93  | 196      |

### 山岳賞
| 順位 | 選手名               | 国籍     | チーム                   | ポイント |
| ---- | -------------------- | -------- | ------------------------ | -------- |
| 1    | リシャール・ビランク | フランス | ポルティ                 | 279      |
| 2    | アルベルト・エッリ   | イタリア | ドイチェ・テレコム       | 226      |
| 3    | マリアーノ・ピッコリ | イタリア | ランプレ・フォンディタル | 205      |

### 新人賞
| 順位 | 選手名                         | 国籍     | チーム                 | 時間           |
| ---- | ------------------------------ | -------- | ---------------------- | -------------- |
| 1    | ベノワ・サルモン               | フランス | カジノ                 | 92時間01分15秒 |
| 2    | マリオ・アーツ                 | ベルギー | ロト・モビスター       | +10分22秒      |
| 3    | フランシスコ・トマス・ガルシア | スペイン | ヴィタリシオ・セグロス | +16分32秒      |

### チーム賞
| 順位 | 選手名       | 国籍     | 時間            |
| ---- | ------------ | -------- | --------------- |
| 1    | バネスト     | スペイン | 275時間05分21秒 |
| 2    | オンセ       | スペイン | +8分16秒        |
| 3    | フェスティナ | フランス | +16分13秒       |